# Prvenstvo LjNP 1929-1930
Il Prvenstvo Ljubljanske nogometne podzveze 1929./30. (it. "Campionato della sottofederazione calcistica di Lubiana 1929-30") fu la undicesima edizione del campionato organizzato dalla Ljubljanska nogometna podzveza (LjNP).
A questa edizione parteciparono 14 squadre, divise in tre gruppi, che qualificarono le tre finaliste che si contesero il titolo. Il vincitore fu l'Ilirija, al suo decimo titolo nella LjNP.
Con questa vittoria l'Ilirija conquistò l'accesso al Državno prvenstvo 1930, la ottava edizione del campionato nazionale jugoslavo.

## Gruppo Lubiana

### Classifica
|  | Pos. | Squadra          | Pt | G | V | N | P | GF | GS | QR    |                                   |
|  | ---- | ---------------- | -- | - | - | - | - | -- | -- | ----- | --------------------------------- |
|  | 1.   | Ilirija          | 15 | 8 | 7 | 1 | 0 | 32 | 9  | 3,555 | Ammesso alla fase finale          |
|  | 2.   | Primorje Lubiana | 12 | 8 | 5 | 2 | 1 | 33 | 10 | 3,300 |                                   |
|  | 3.   | Hermes Lubiana   | 9  | 8 | 4 | 1 | 3 | 18 | 17 | 1,058 |                                   |
|  | 4.   | Svoboda          | 3  | 8 | 1 | 1 | 6 | 12 | 35 | 0,342 | Retrocessi nella classe inferiore |
|  | 5.   | Jadran Lubiana   | 1  | 8 | 0 | 1 | 7 | 11 | 32 | 0.343 | Retrocessi nella classe inferiore |

### Risultati
Andata:
22.09.1929. Ilirija – Hermes 7–2, Svoboda – Jadran 6–3
29.09.1929. Ilirija – Svoboda 5–2, Primorje – Jadran 6–1
06.10.1929. Ilirija – Primorje 2–1
13.10.1929. Ilirija – Jadran 2–0, Hermes – Svoboda 2–0
20.10.1929. Primorje – Svoboda 10–0, Hermes – Jadran 5–1
27.10.1929. Primorje – Hermes 2–2
Ritorno:
09.03.1930. Ilirija – Hermes 3–0
23.03.1930. Ilirija – Svoboda 7–0, Primorje – Hermes 5–1
30.03.1930. Hermes – Jadran 4–1, Primorje – Svoboda 4–1
06.04.1930. Ilirija – Jadran 4–2, Hermes – Svoboda 2–1
13.04.1930. Primorje – Jadran 3–1
27.04.1930. Ilirija – Primorje 2–2
04.05.1930. Svoboda – Jadran 2–2

## Gruppo Celje

### Celje
|  | Pos. | Squadra        | Pt | G | V | N | P | GF | GS | QR    |                                      |
|  | ---- | -------------- | -- | - | - | - | - | -- | -- | ----- | ------------------------------------ |
|  | 1.   | Celje          | 7  | 4 | 3 | 1 | 0 | 14 | 3  | 4,666 | Ammesso alla finale del gruppo Celje |
|  | 2.   | Athletik Celje | 4  | 4 | 1 | 2 | 1 | 7  | 10 | 0,700 |                                      |
|  | 3.   | Olimp Celje    | 1  | 4 | 0 | 1 | 3 | 5  | 13 | 0,384 |                                      |

Andata:
29.09.1929. Athletik – Olimp 2–2
06.10.1929. Celje – Olimp 4–0
13.10.1929. Athletik – Celje 1–1
Ritorno:
09.03.1930. Celje – Olimp 4–1
16.03.1930. Athletik – Olimp 3–2
23.03.1930. Celje – Athletik 5–1

### Trbovlje
|  | Pos. | Squadra         | Pt | G | V | N | P | GF | GS | QR    |                                      |
|  | ---- | --------------- | -- | - | - | - | - | -- | -- | ----- | ------------------------------------ |
|  | 1.   | Amater Trbovlje | 4  | 2 | 2 | 0 | 0 | 9  | 1  | 9,000 | Ammesso alla finale del gruppo Celje |
|  | 2.   | Trbovlje SK     | 0  | 2 | 0 | 0 | 2 | 1  | 9  | 0,111 |                                      |

Andata:
06.10.1929. Amater – Trbovlje 5–1
Ritorno:
16.03.1930. Trbovlje – Amater 0–4

### Finale gruppo Celje
Andata:
30.03.1930. Amater Trbovlje – Celje 3–4
Ritorno:
06.04.1930. Celje – Amater Trbovlje 6–1

## Gruppo Maribor

### Classifica
|  | Pos. | Squadra            | Pt | G | V | N | P | GF | GS | QR    |                          |
|  | ---- | ------------------ | -- | - | - | - | - | -- | -- | ----- | ------------------------ |
|  | 1.   | 1.SŠK Maribor      | 10 | 6 | 5 | 0 | 1 | 31 | 7  | 4,428 | Ammesso alla fase finale |
|  | 2.   | Rapid Marburg      | 9  | 6 | 4 | 1 | 1 | 22 | 13 | 7,333 |                          |
|  | 3.   | Železničar Maribor | 5  | 6 | 2 | 1 | 3 | 18 | 16 | 1,125 |                          |
|  | 4.   | Svoboda Maribor    | 0  | 6 | 0 | 0 | 6 | 3  | 38 | 0,078 |                          |

### Risultati
Andata:
29.09.1929. Maribor – Železničar 4–2, Rapid – Svoboda 10–0
06.10.1929. Rapid – Maribor 3–2, Železničar – Svoboda 6–1
13.10.1929. Maribor – Svoboda 3–0 (per forfait), Železničar – Rapid 1–1
Ritorno:
16.03.1930. Železničar – Svoboda 5–2
23.03.1930. Maribor – Železničar 4–1, Rapid – Svoboda 3–0
30.03.1930. Maribor – Rapid 7–1
06.04.1930. Maribor – Svoboda 11–0, Rapid – Železničar 4–3

## Fase finale
|                   | Semifinale |               | Data       |
| ----------------- | ---------- | ------------- | ---------- |
| 1.SŠK Maribor     | 4–1        | Celje         | 13.04.1930 |
| Celje             | 3–4        | 1.SŠK Maribor | 27.04.1930 |
|                   |            |               |            |
| Ilirija esentato  |            |               |            |
|                   |            |               |            |
|                   | Finale     |               |            |
| 1.SŠK Maribor     | 5–3        | Ilirija       | 04.05.1930 |
| Ilirija           | 4–1        | 1.SŠK Maribor | 11.05.1930 |
|                   |            |               |            |
| Fonte: exyufudbal |            |               |            |